# Blitz Vinyl
Blitz Vinyl war ein deutsches Hip-Hop-Label. Es wurde bereits 1991 in Köln von den Rick-Brüdern (aka Rick Ski bzw. Future Rock), Daniel Sluga (aka Fader Gladiator), Volkmar Lange (aka Imperator), Robert Möller (aka D-Tex Law) und Michael Bogdanis (aka Bogameister) gegründet und gilt daher als eines der ersten deutschen Independent-Labels, die sich ausschließlich auf Hip-Hop spezialisierten.
Auf Blitz Vinyl wurden die Platten der Hip-Hop-Kollaboration Blitz Mob veröffentlicht, sowie Ausgaben der involvierten Künstler STF, C.U.S., LSD, Äi-Tiem, First Down und KAOS. Das Label bestand bis Mitte 1996.
Fader Gladiator und Def Benski Obiwahn (Benjamin Hartung vom Äi-Tiem) waren später als Mitglieder von Die Firma erfolgreich. Robert Möller war 1993 Mitbegründer von Team ProMotion einer Düsseldorfer Agentur für Sport- und Jugendmarketing und ist bis heute deren Geschäftsführer.

## Label-Diskografie
- 1992: C.U.S. & LSD: Mind Expansion / Unique Style, Split-Single
- 1993: Blitz Mob, EP
- 1993: KAOS: International Dope Dealers, Album
- 1993: Äi-Tiem: Kein Kommentar, EP
- 1993: C.U.S.: Der Imperator schlägt zurück, Maxi-Single
- 1994: STF: Keine Effekte, Maxi-Single
- 1994: C.U.S.: Geballte Ladung, EP
- 1994: First Down: Mad Dogs & Englishmen, EP
- 1995: First Down: World Service, Album
- 1995: Blitz Mob: Die Organisation, Album